# Samuel Ludwig von Lüderitz
Samuel Ludwig von Lüderitz (* 1699; † 7. Februar 1778 in Halberstadt) war Politiker und Präsident der halberstädtischen Regierung.

## Leben
Samuel Ludwig entstammt dem Adelsgeschlecht Lüderitz. Er war preußischer Gesandter am schwedischen Hof, Wirklicher Geheimer Rat und ab 1736 Präsident der halberstädtischen Regierung.
Samuel Ludwig von Lüderitz heiratete Sophia Wilhelmina Charlotha (Charlotte) Gräfin von Schlieben (1713–1760), eine Tochter von Georg Christoph Graf von Schlieben (1676–1748), am 1. oder 2. Juli 1736 in Berlin.